# دویلیو دافینو
دویلیو دافینو (انگلیسی: Duilio Davino؛ زادهٔ ۲۱ مارس ۱۹۷۶) بازیکن فوتبال اهل مکزیک است.
از باشگاه‌هایی که در آن بازی کرده‌است می‌توان به اف‌سی دالاس، باشگاه فوتبال مونتری، و باشگاه فوتبال آمریکا اشاره کرد.
وی همچنین در تیم ملی فوتبال مکزیک بازی کرده‌است.